# Dürrnberg
Dürrnberg település Ausztriában, a hasonló nevű hegyen 900 méter magasan épült 1000 körüli lakosú bányászfalu és népszerű hegyi sportokra alkalmas téli-nyári üdülőhely.

## Fekvése
Halleintől délnyugatra fekvő település.

## Története

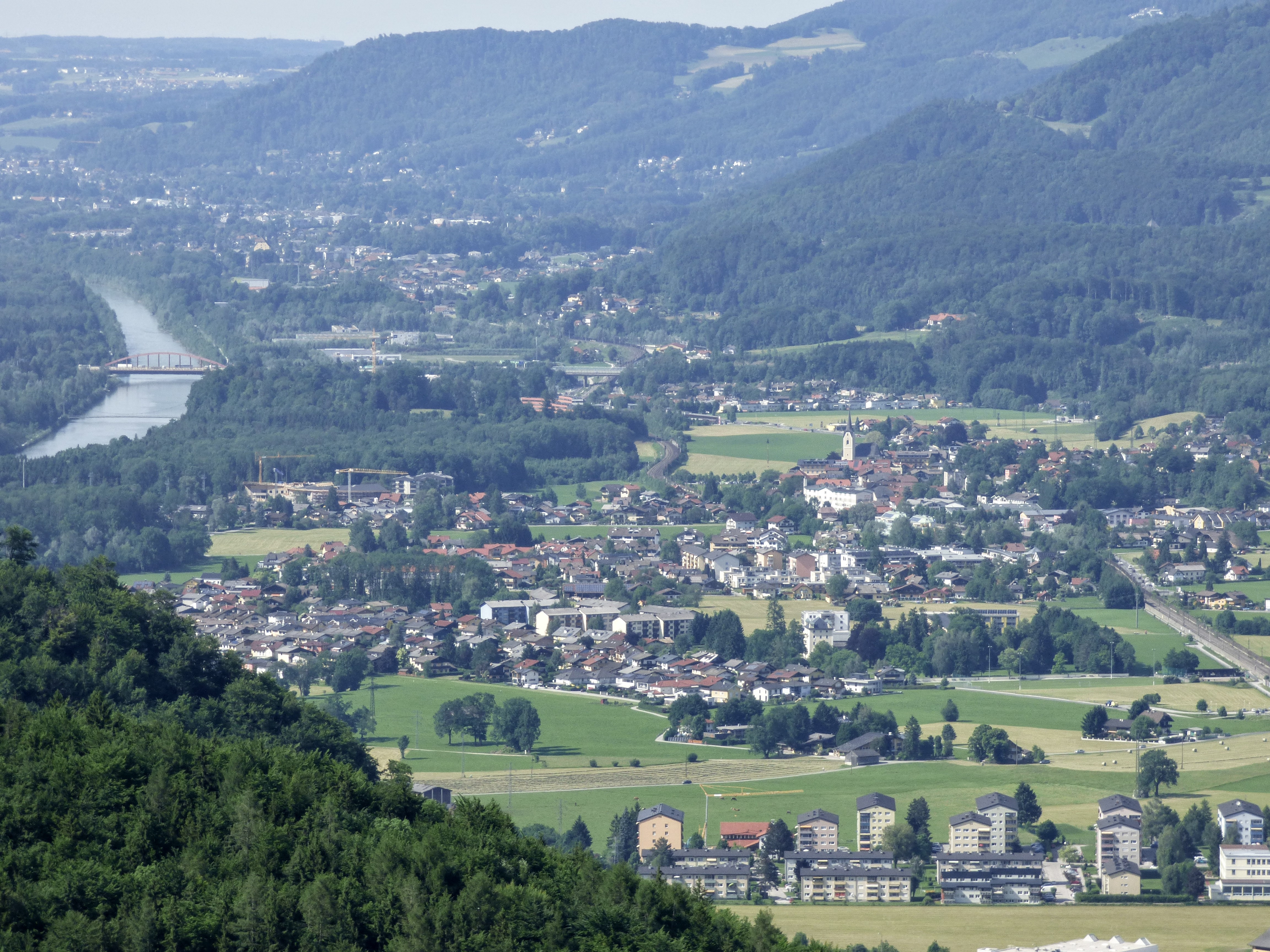
Dürrnberg

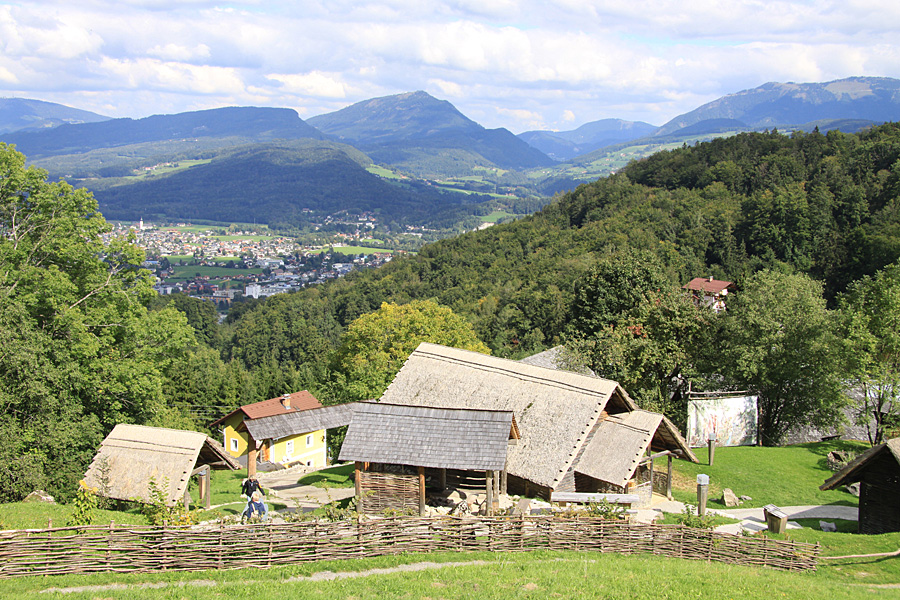
Kelta sóbányász falu

Dürrnberg Hallein mellett fekvő, annak külvárosának számító település, mely 1938-ig önálló település volt. 1976-tól gyógy-és fürdőhely.
A környék és Dürrnberg területe ősidők óta lakott hely, bizonyíték erre a Dürrnbergnél, a Moserstein fennsíkján 1959-ben feltárt i. e. az V. század második feléből származó érintetlen sír, mely egy kelta törzsi vezető sírját rejtette. Az innen származó tárgyak egy kétkerekű harci szekérre helyezett fából készült koporsóból származnak. A leletek Hallein kelta múzeumában tekinthetők meg.
A Hallein környéki sóbányák Közép-Európa legrégibb sóbányái. 1989-ben, több mint 2,5 ezer évnyi sóbányászat után az itteni bányászatot leállította a Salinen Austria, azóta a bánya nem működik.
A bánya ma is megtekinthető: májustól szeptemberig van vezetés a bányában, mely másfél óra földalatti sétából áll. A bemenet nem minden borzongás nélkül való: öt bányaszinten keresztül szinte zuhan a látogató egy 450 méter mélyre vezető csúszó pályán  lefelé, hogy a villanyfényben csillogó bányajáratokat, a sóból kivágott támpilléreket, a földalatti tavat és a lenti bányamúzeumot lássa. A villanyfényes tavon való tutajozás a látogatás egyik kiemelkedő élménye. Visszafelé végül nem ott távozunk, ahol bejöttünk, hanem a 2000 méter hosszú Wolf-Dietrich tárnán keresztül jutunk ki a szabadba, a felvonópálya völgyi állomásánál.

## Nevezetességek
- Knepp gyógyintézete
- Temploma - híres temploma a 15. században épült. Berendezése barokk munka
- Halleini sóbányák - Közép-Európa legrégibb sóbányái
- Bányamúzeum - a sóbánya mélyén
- Kelta sóbányász falu (múzeumfalu)

## Dürrnberg

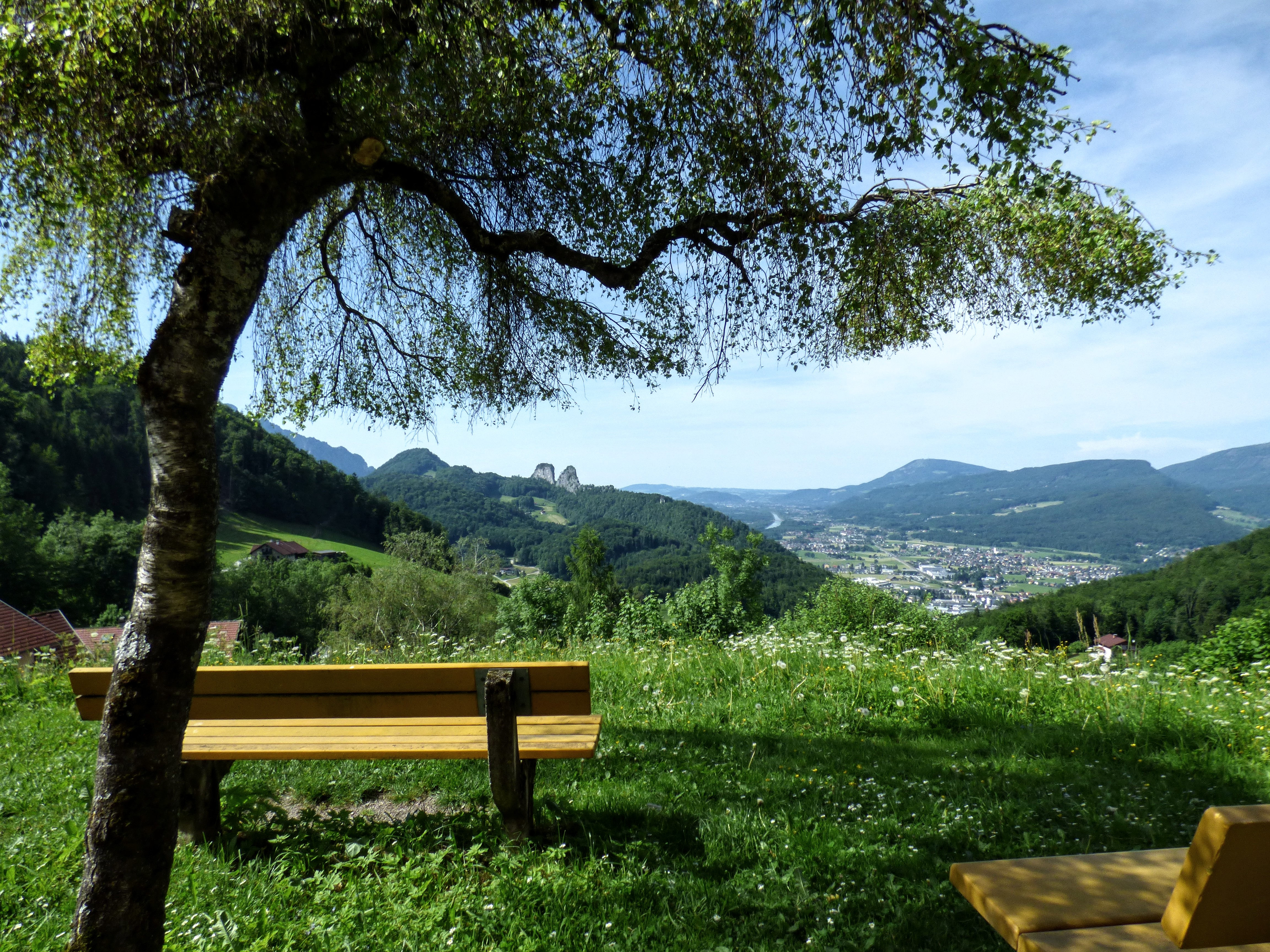
Dürrenbergi panoráma
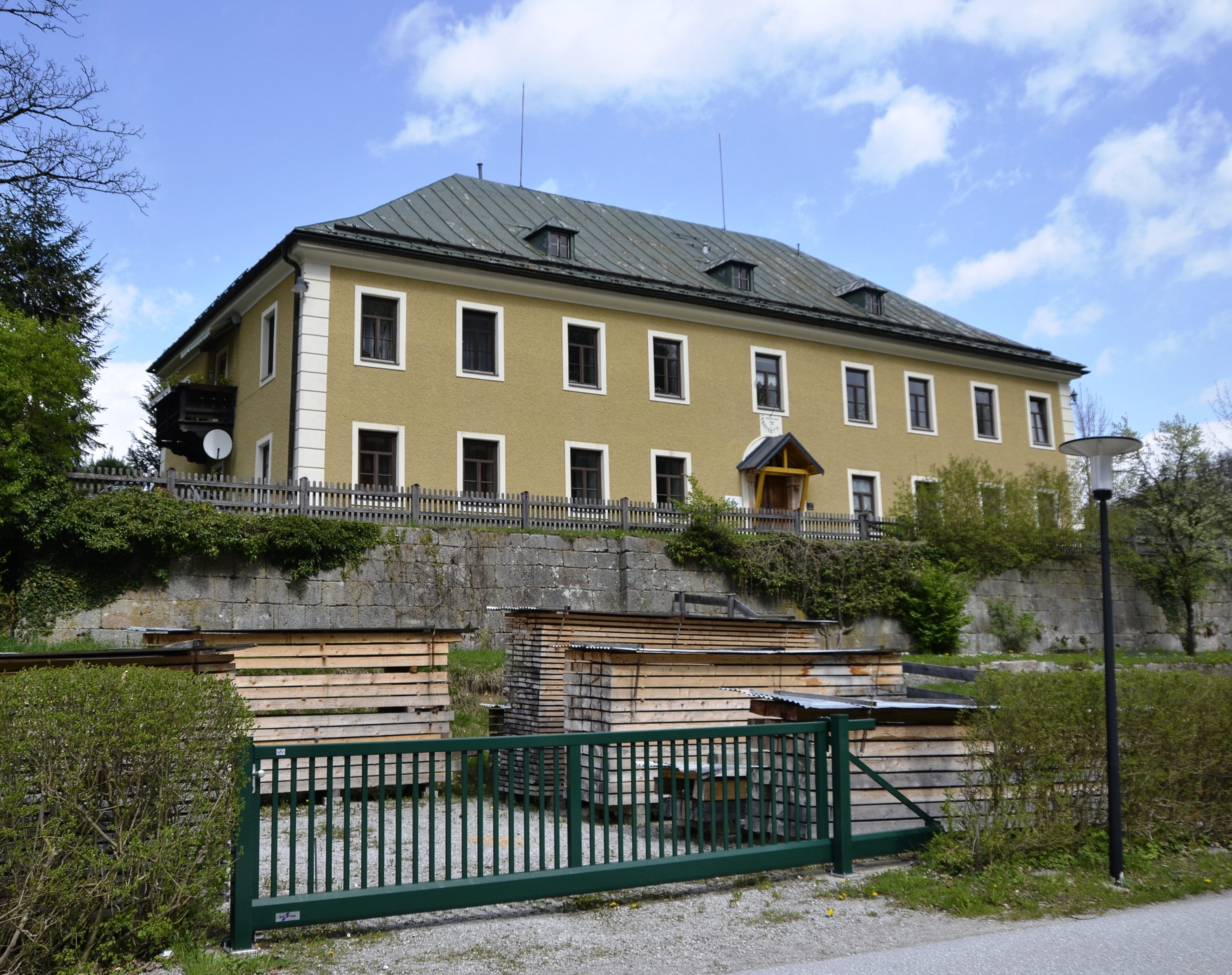
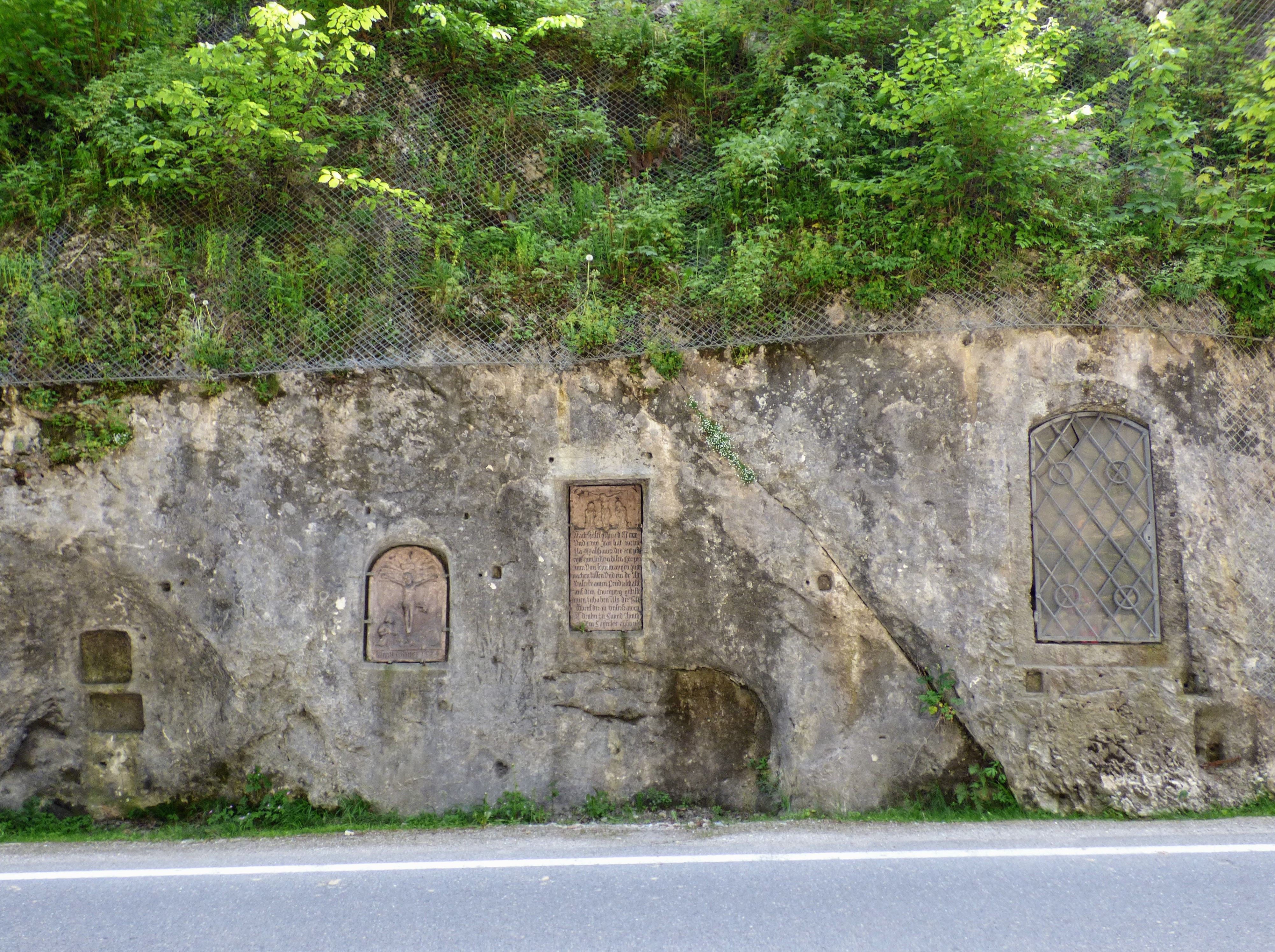

### A Dürrnberg mellett 1959-ben feltárt kelta sír leletei

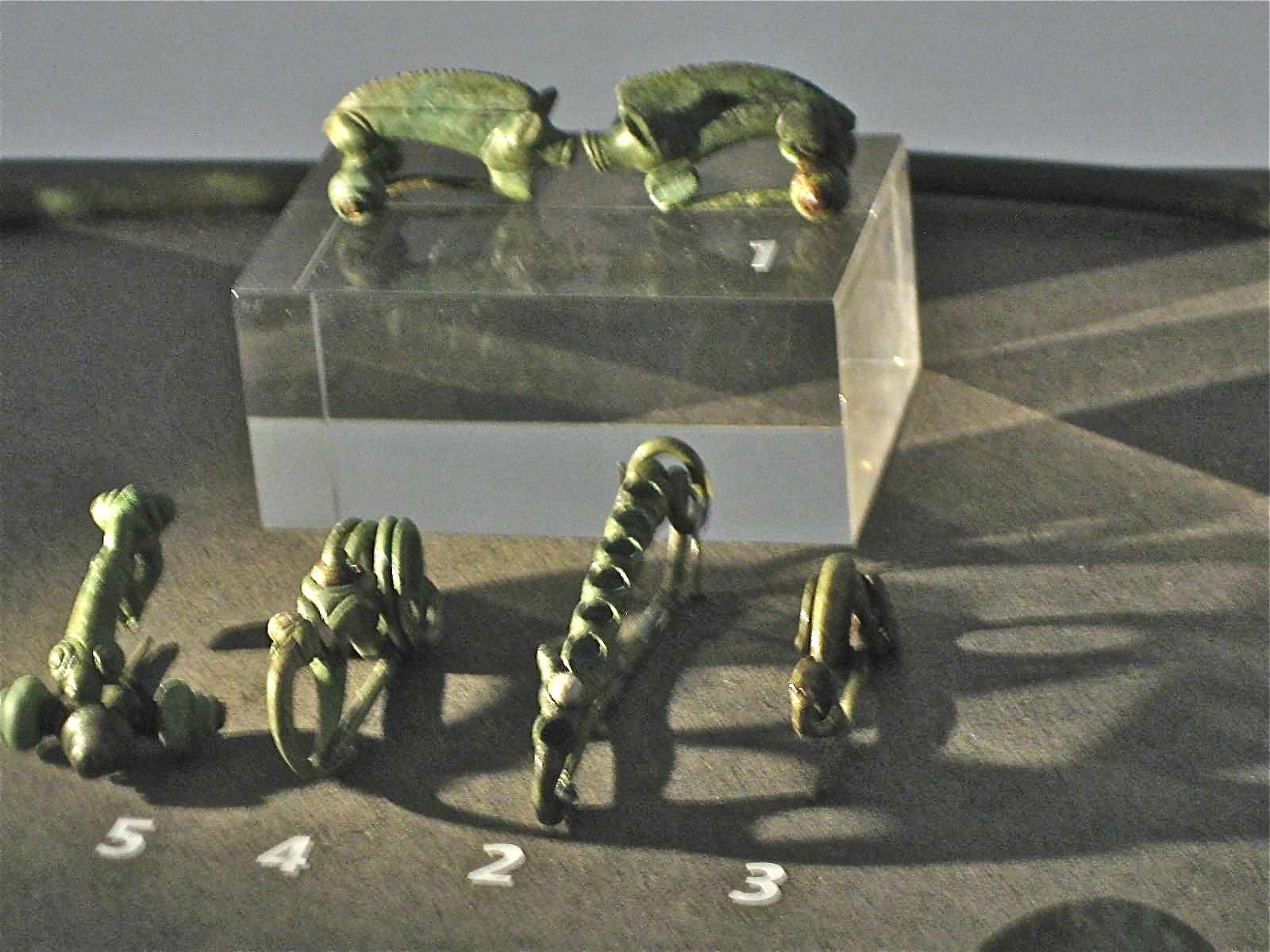
A kelta kétkerekű harci szekér maradványai
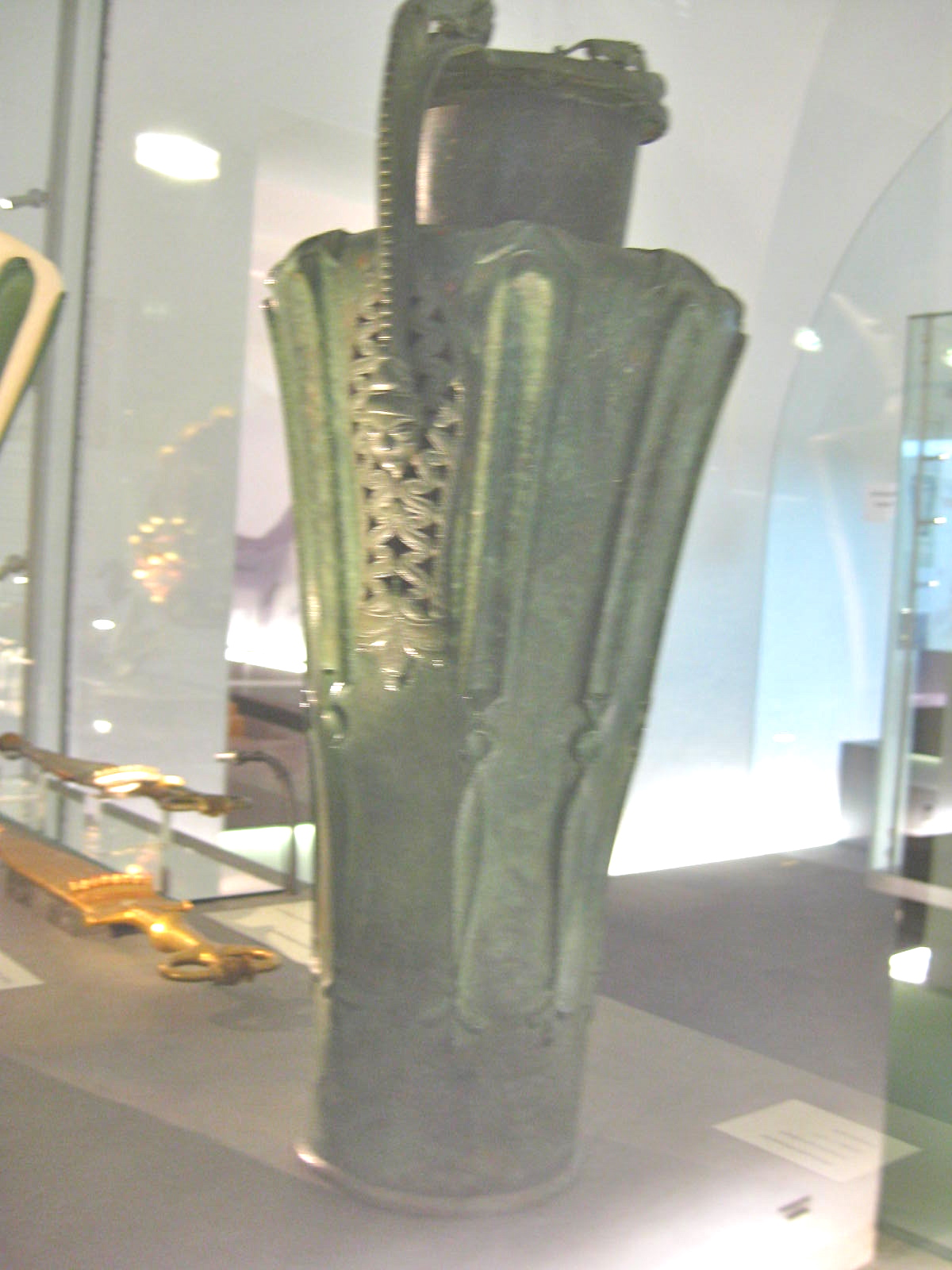
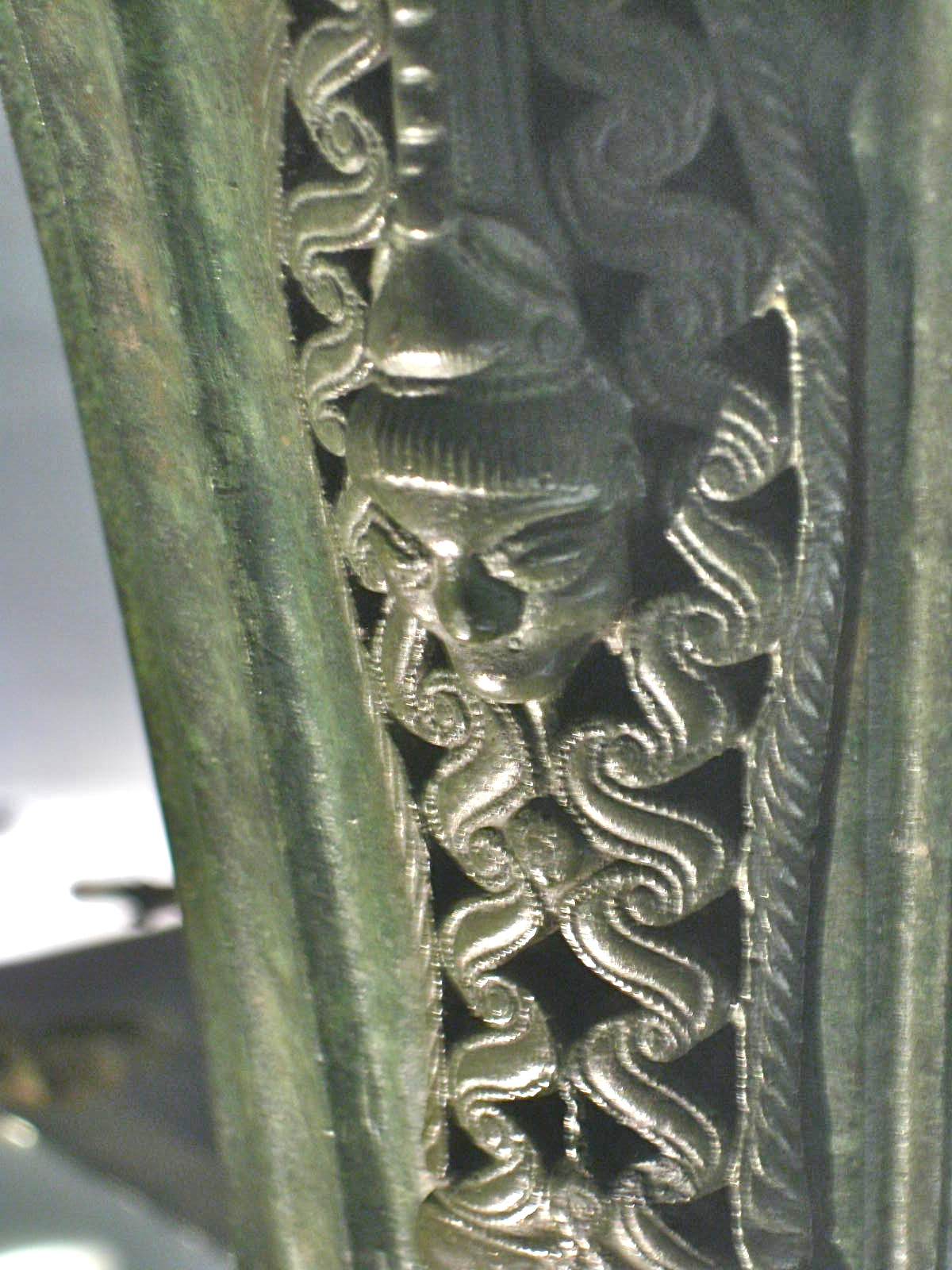
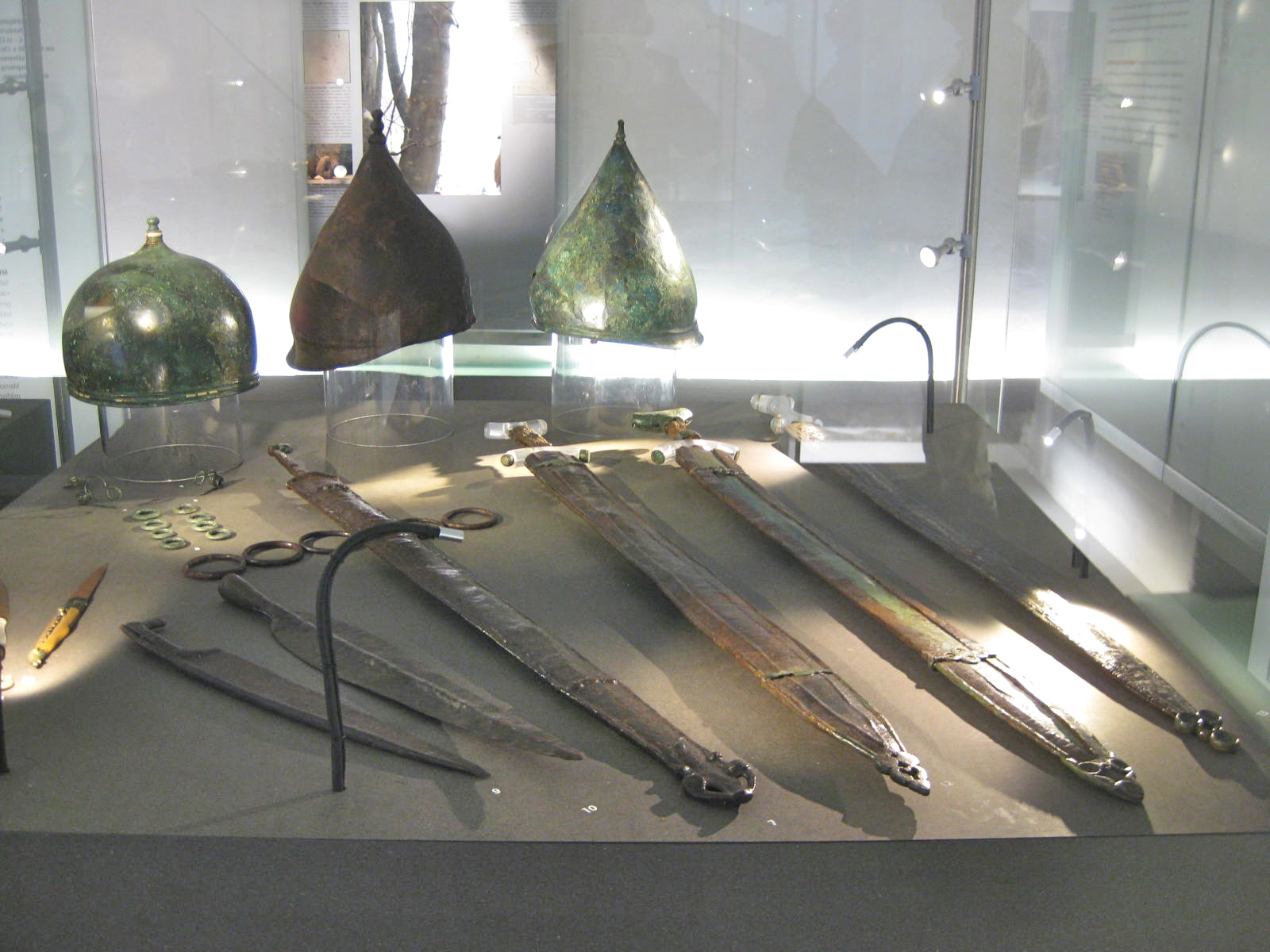
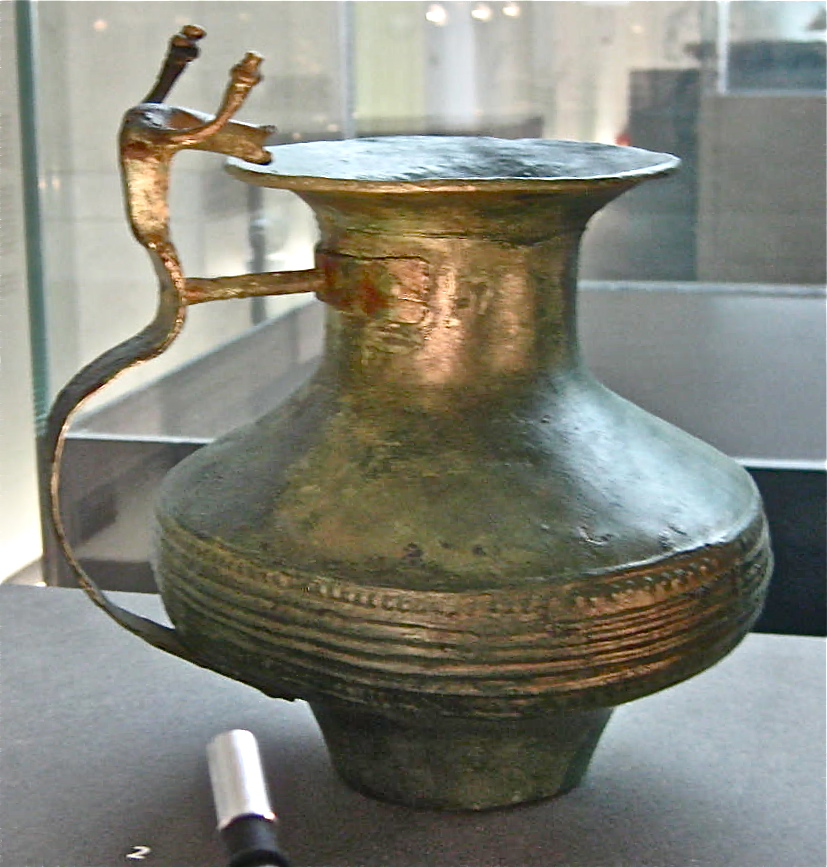
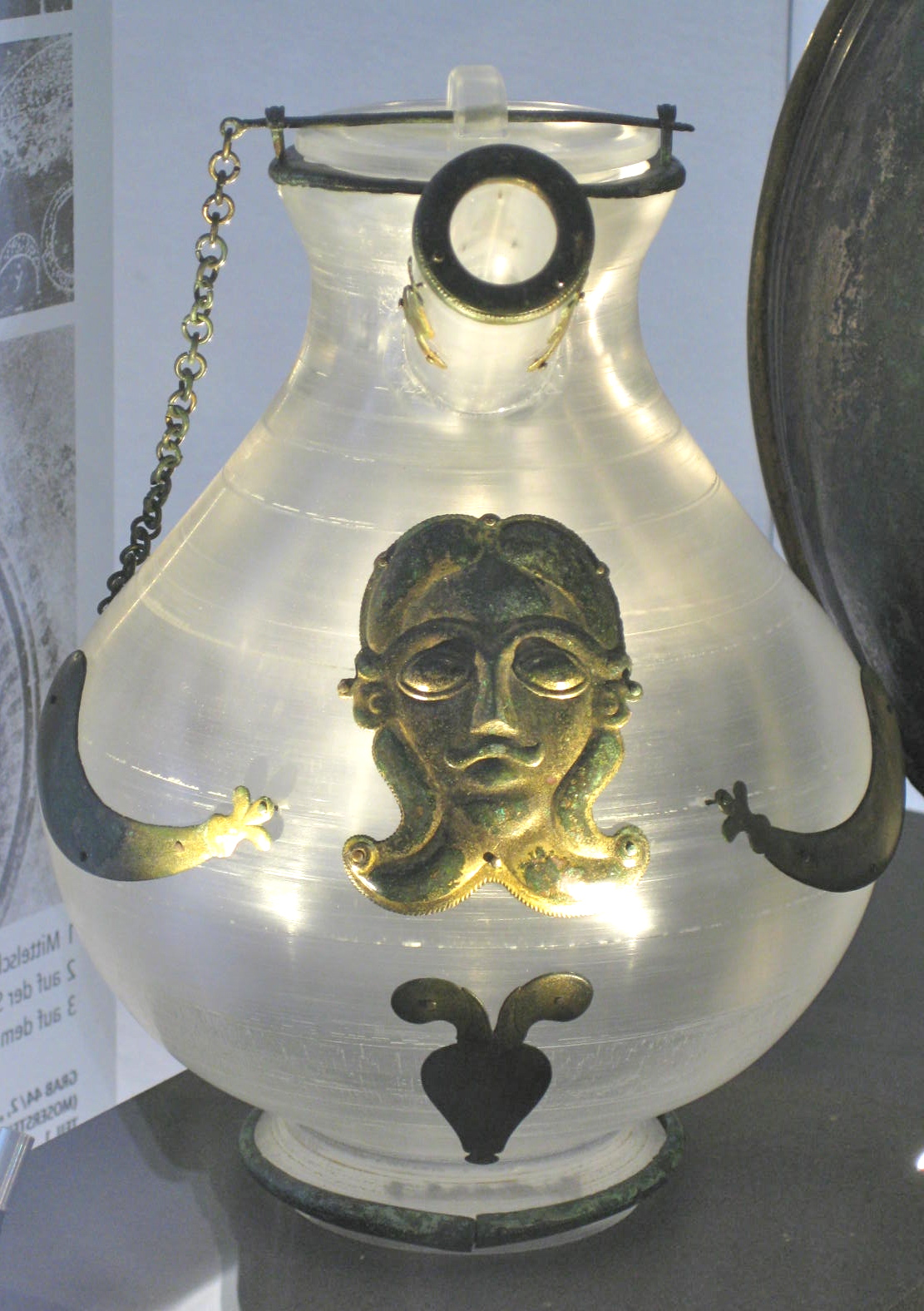
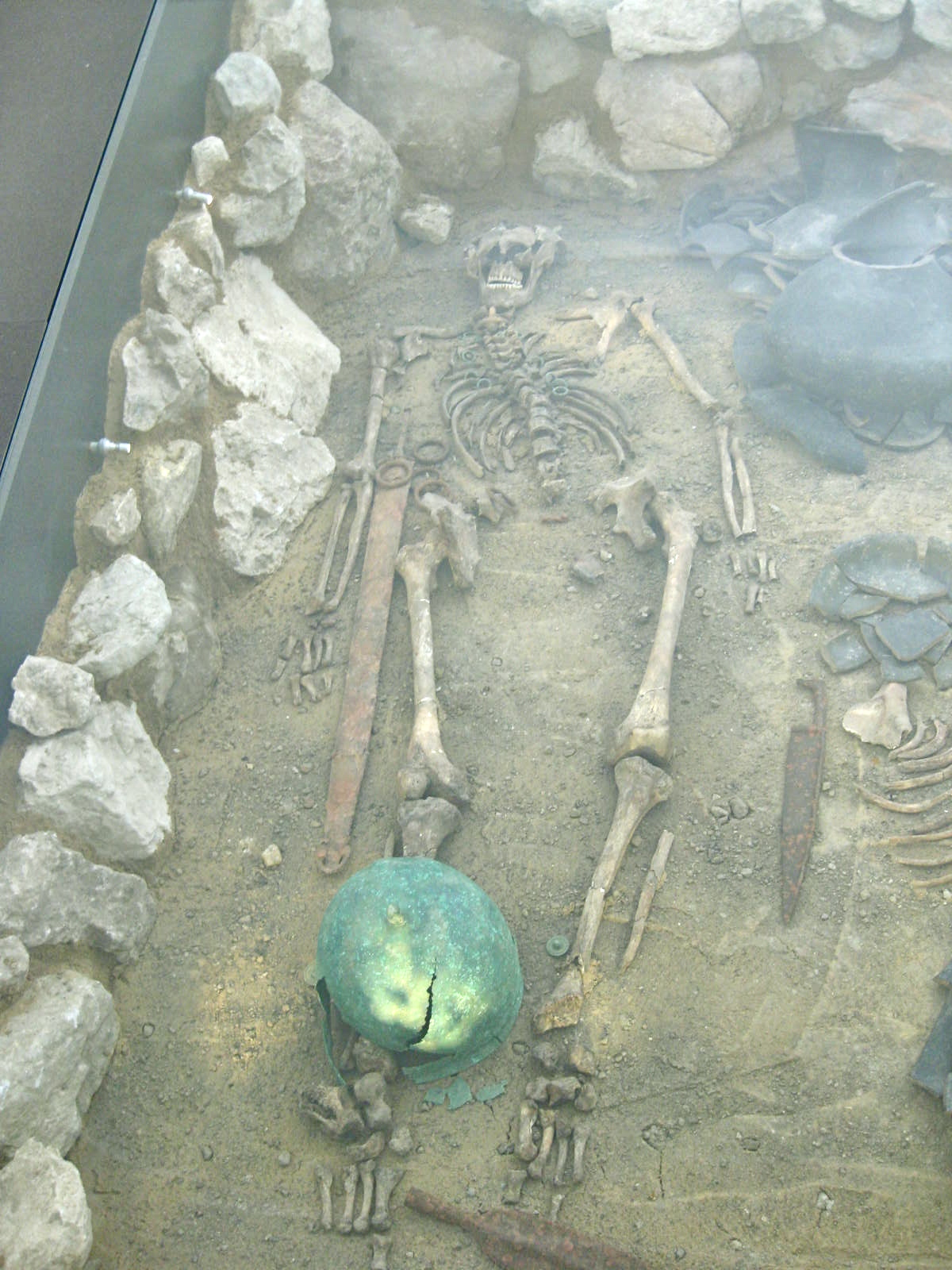